# Полимилос
Полимилос или Хадова (на гръцки: Πολύμυλος, до 1927 година Χάντοβα, Хадова) е село в Гърция, в дем Кожани, област Западна Македония.

## География
Полимилос е разположено на 876 m надморска височина, на източно от Кожани.

## История

### В Османската империя
В края на XIX век Хадова турско село в Кожанска каза на Османската империя.

### В Гърция
През Балканската война в 1912 година в селото влизат гръцки части и след Междусъюзническата в 1913 година остава в Гърция. В 1913 година селото (Χάντοβα) има 697 жители. През 20-те години населението му се изселва в Турция и на негово място са настанени бежанци от Турция. В 1928 година селото е изцяло бежанско с 89 семейства и 338 жители бежанци.
През 1927 година името на селото е сменено на Полимилос.
Населението традиционно произвежда тютюн, жито и други земеделски продукти, като се занимава и със скотовъдство.
| Име         | Име             | Ново име  | Ново име  | Описание                                                                     |
| ----------- | --------------- | --------- | --------- | ---------------------------------------------------------------------------- |
| Мешелик     | Μεσελίκι        | Гаврос    | Γάβρος    | връх в Скопос на ЮИ от Полимилос (802 m)                                     |
| Чатал дере  | Τσατάλ Ντερέ    | Дихала    | Διχάλα    | река на Ю от Полимилос                                                       |
| Кара Осман  | Καρά Όσμάν      | Левкес    | Λεύκες    | местност на ЮИ от Полимилос                                                  |
| Зумбуро     | Ζούμπουρο       | Митикас   | Μύτικας   | възвишение в Скопос на ЮИ от Полимилос, над левия бряг на Бистрица (442,9 m) |
| Дерме Бурну | Ντερμέ Μπουρνοϋ | Неромилос | Νερόμυλος | връх в Каракамен на И от Полимилос                                           |
| Олук        | Όλούκι          | Нерофагия | Νεροφαγιά | възвишение в Каракамен на З от Полимилос                                     |
| Ишаклар     | Ίσακλάρ         | Певка     | Πεύκα     | връх в Каракамен на С от Полимилос                                           |
| Кади Отурну | Καντή Ότουρνοΰ  | Керасия   | Κερασιά   | връх в Каракамен на С от Полимилос                                           |

| Година    | 1913 | 1920 | 1928 | 1940 | 1951 | 1961 | 1971 | 1981 | 1991 | 2001 | 2011 | 2021 |
| --------- | ---- | ---- | ---- | ---- | ---- | ---- | ---- | ---- | ---- | ---- | ---- | ---- |
| Население | 697  | 868  | 381  | 779  | 736  | 757  | 637  | 537  | 695  | 565  | 408  | 342  |